# Новодугино
Новодугино (рус. Новодугино) насељено је место са административним статусом села на западу европског дела Руске Федерације. Насеље је смештено у североисточном делу Смоленске области и административни је центар територијално-општинске јединици Новодугиншки рејон.
Према процени из 2007. у селу је живело 3.865 становника. 

## Географија
Село се налази у североисточном делу Смоленске области, на око 200 км североисточно од административног центра области, града Смоленска. На свега око 3 км од села пролази деоница Старе смоленске цесте која град Смоленск повезује са Москвом. Кроз насеље пролази железница Вјазма—Ржев. 

## Историја
Насеље се развило из железничке станице која је основана на месту данашњег села 1887. године. Село добија садашње име 1904. године по имену оближњег постојећег насеља Дугино (па отуда Новодугино). Од јуна 1929. Новодугино је рејонски центар. 